# Francis Fulton-Smith
Francis Fulton-Smith (ur. 25 kwietnia 1966 w Monachium) – niemiecki aktor telewizyjny, filmowy i teatralny pochodzenia brytyjskiego.

## Życiorys
Urodził się w Monachium jako syn Niemki i Anglika. Jego matka pracowała jako korespondentka, a ojciec był muzykiem jazzowym i tłumaczem. W 1986 ukończył Camerloher-Gymnasium Freising. Uczęszczał do Otto-Falckenberg-Schule w Monachium. 
W wieku osiemnastu lat pojawił się jako pielęgniarz w dramacie Wenn ich mich fürchte (1984) z Horstem Buchholzem. W 1991 zadebiutował na scenie. Występował w niewielkich rolach w produkcjach telewizyjnych, zanim przyjął główną rolę lekarza Jensa Leyendeckera w serialu ProSieben Klinika Berlin Centrum (Klinikum Berlin Mitte – Leben in Bereitschaft, 2000-2002). Od 13 kwietnia 2004 grał postać lekarza internisty z Berlina Christiana Kleista w serialu ARD Doktor Kleist – lekarz rodzinny (Familie Dr. Kleist). Za rolę byłego premiera Bawarii Franza Josefa Straußa, do której przytył 20 kg pod nadzorem lekarza, w dramacie telewizyjnym Afera „Die Spiegel” (Die Spiegel-Affäre, 2014) z Franzem Dindą, Gesine Cukrowski, Henningiem Baumem i André Hennicke, 13 listopada 2014 dostał Bambi.
24 września 2004 ożenił się z Vereną Klein. Mają dwie córki (ur. 2009, ur. 2012). Pod koniec kwietnia 2017 publicznie ogłosili separację. Rozwód nastąpił w marcu 2018.

## Filmografia

### Filmy
- 1993: Madame Bäurin jako Franz Schiermoser
- 2002: Rosamunde Pilcher: W grę wchodzi miłość (Rosamunde Pilcher: Gewissheit des Herzens, TV) jako Steven „Sky” Sackstone
- 2008: 80 Minutes jako Walter
- 2008: Gustloff: Rejs ku śmierci (TV) jako Korvettenkapitän  Leonberg
- 2012: Górski lekarz: Wirus (TV) jako Marc Geiger
- 2017: Mata Hari – Tanz mit dem Tod (TV) jako Georges Ladoux

### Seriale TV
- 1984: Derrick – odc. Manuels Pflegerin jako gość w kawiarni
- 1993: Derrick – odc. Nachtvorstellung jako Ludwig Homann
- 1995: Schade um Papa jako Viktor Heppmann-Gölling
- 1997: Faust – odc. Villa Palermo jako Dieter Michaelis
- 2002: Tatort: Todesfahrt jako Tobias Kühn
- 2004: Doktor Kleist - lekarz rodzinny jako dr Christian Kleist
- 2011: Kobra – oddział specjalny – odc. Zły bank (Bad Bank) jako dr Heinrich Seifert
- 2020: Oktoberfest: Piwo i krew jako Ignatz Hoflinger